# Usta wallengreni
Usta wallengreni är en fjärilsart som beskrevs av Felder 1859. Usta wallengreni ingår i släktet Usta och familjen påfågelsspinnare. Inga underarter finns listade i Catalogue of Life.